# Nogent-sur-Oise
Nogent-sur-Oise is een gemeente in het Franse departement Oise (regio Hauts-de-France). De gemeente telde 21.859 inwoners op 1 januari 2022. De plaats maakt deel uit van het arrondissement Senlis. Het vormt met onder andere de steden Montataire en Creil een agglomeratie (agglomération Creil Sud Oise).

## Geschiedenis
De naam van de gemeente is afgeleid van het Latijnse Novigentum en gaat waarschijnlijk terug op de Gallo-Romeinse periode. Vanaf de middeleeuwen heette de plaats Nogent-les-Vièrges naar de 5e-eeuwse martelaressen Maura en Brigida die afkomstig waren uit Schotland en in Nogent vereerd werden. De kerk Sainte Maure et Sainte Brigide werd gebouwd in de 12e eeuw en was een bedevaartsoord.
Het kasteel Hébert werd gebouwd in de 18e eeuw. Het werd vernield tijdens de Eerste Wereldoorlog en grotendeels afgebroken in 1968. Nogent was een klein landbouwdorp. Aan het einde van de 18e eeuw telde het 435 inwoners.
De groei van de gemeente begon halfweg de 19e eeuw met de komst van de spoorweg. Er kwam een rangeerstation en een spoorwegdepot in de gemeente en er werd een woonwijk voor spoorwegarbeiders gebouwd. Er kwam ook industrie. In 1905 werd de gemeentenaam veranderd in Nogent-sur-Oise.
In september 1914 werd er gevochten in Nogent-sur-Oise waarbij er aanzienlijke schade werd veroorzaakt; de Duitsers namen de stad kort in tussen 2 en 10 september. In 1940 werd de spoorweginfrastructuur in de stad gebombardeerd en dit was opnieuw het geval in 1944. Ook hierbij liep de stad schade op en vielen verschillende doden.

## Geografie
De oppervlakte van Nogent-sur-Oise bedroeg op 1 januari 2022 7,46 vierkante kilometer; de bevolkingsdichtheid was toen 2.930,2 inwoners per km².
De gemeente ligt aan de Oise.
De onderstaande kaart toont de ligging van Nogent-sur-Oise met de belangrijkste infrastructuur en aangrenzende gemeenten.

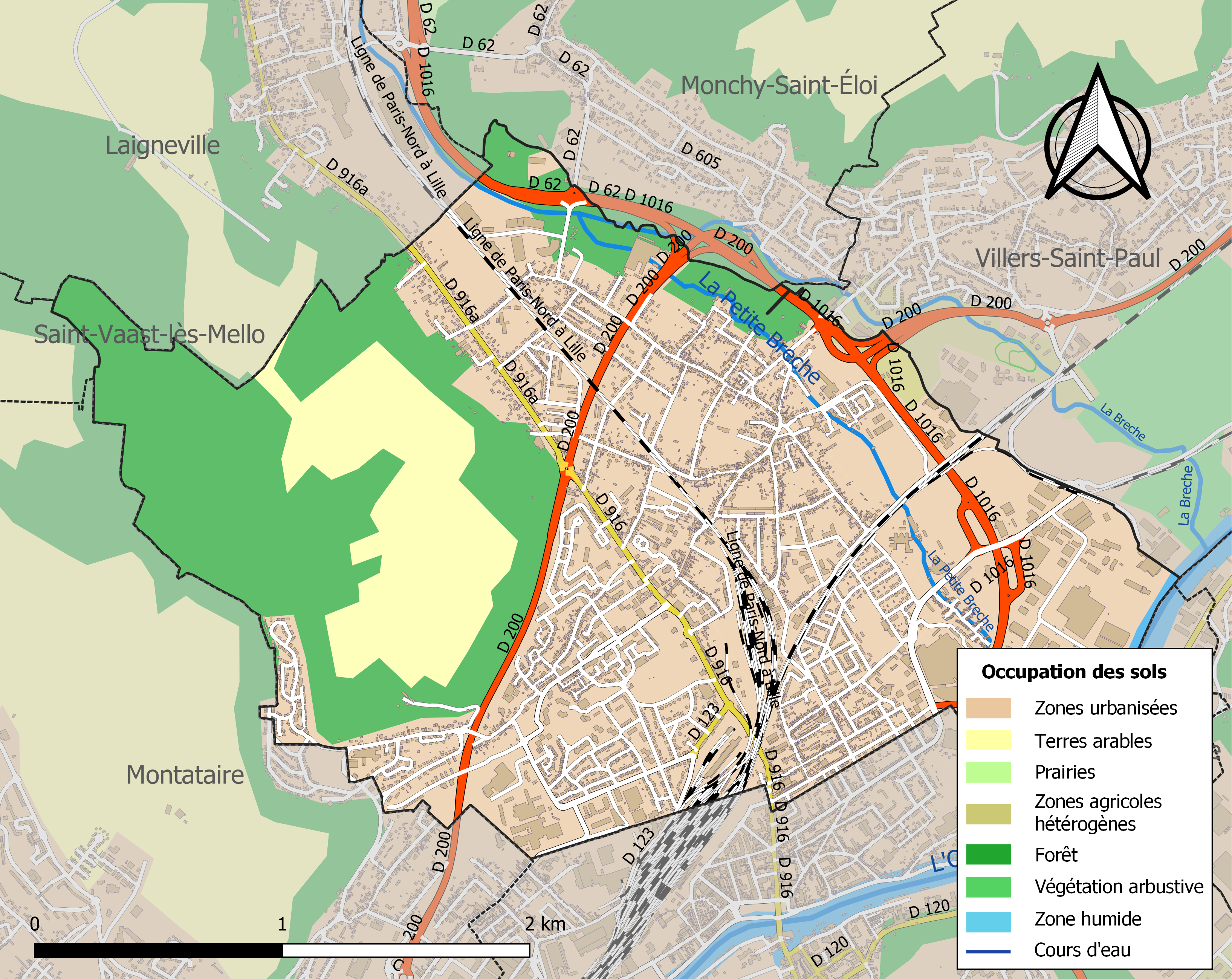

## Demografie
Onderstaande figuur toont het verloop van het inwonertal (bron: INSEE-tellingen).